# پریونوسوکوس
پریونوسوکوس (نام علمی: Prionosuchus) یک دوزیست اولیه متعلق به دوره پرمین است که بین ۲۹۹ تا ۲۷۲ میلیون سال پیش در شمال برزیل می زیست.

## ویژگی ها
پریونوسوکوس احتمالاً بزرگترین دوزیست تاریخ محسوب می شود برآوردها نشان می دهد که این جانور می توانسته تا ۹ متر طول داشته باشد این جانور گوشت خوار بود و شباهت زیادی به تمساح های امروزی داشت که البته به دلیل شیوه زندگی مشابه پریونوسوکوس با تمساح بود همچون تمساح این جانور نیز برای حیواناتی که به منظور خوردن آب از رودخانه به کنار آن می آمدند کمین می کرد و سپس به آنان یورش می برد و آنان را شکار می کرد.

## انقراض
مانند بیشتر دوزیستان پریونوسوکوس نیز برای ادامه ی حیات نیاز داشت تا در محیط های مرطوب و پرآب زندگی کند با گسترش دشت ها و بیابان ها در طول دوره پرمین زیستگاه های این جانور به تدریج از میان رفت و نسل این جانور نیز سرانجام در ۲۷۲ میلیون سال پیش منقرض شد آخرین خویشاوندان نزدیک پریونوسوکوس نیز حدود ۲۵۲ میلیون سال پیش منقرض شدند پس از انقراض پریونوسوکوس و خویشاوندانش فیتوسورها در دوره تریاس جایگزین آنان شدند.